# Elyhordeum stebbinsianum
Elyhordeum stebbinsianum är en gräsart som beskrevs av Wray Merrill Bowden. Elyhordeum stebbinsianum ingår i släktet Elyhordeum och familjen gräs. Inga underarter finns listade i Catalogue of Life.